# كأس ملك إسبانيا 1994–95
كأس ملك إسبانيا 1994–95 (بالإسبانية: Copa del Rey de fútbol 1994-95) هو الموسم 93 من كأس ملك إسبانيا. أشرف على تنظيمه الاتحاد الملكي الإسباني لكرة القدم، وكان عدد الأندية المشاركة فيه 113، وفاز فيه ديبورتيفو لاكورونيا.